# Arthur Johnston
Arthur Johnston, född 10 januari 1898, död 1 maj 1954, var en kompositör känd för sånger som "Mandy, Make Up Your Mind", "Pennies from Heaven", och många andra. Han arbetade en tid tillsammans med Irving Berlin, Johnny Burke, Sam Coslow och Bing Crosby.

## Fotnoter
1. 1 2  SNAC, SNAC Ark-ID: w6sr07vn, läs online, läst: 9 oktober 2017.[källa från Wikidata]
2. 1 2  Internet Broadway Database, Internet Broadway Database person-ID: 11951, läst: 9 oktober 2017.[källa från Wikidata]
3. 1 2  Find a Grave, Find A Grave-ID: 12731, läs online, läst: 9 oktober 2017.[källa från Wikidata]